# Titania (měsíc)
Titania je největší měsíc planety Uran.

## Charakteristika
S měsícem jsou velikostí srovnatelné Oberon, Umbriel a Ariel. Od planety je vzdálen 436 300 kilometrů. Jeho průměr je 1 577,8 km a hmotnost cca 3,526 × {\displaystyle 10^{21}} kg, oběžná doba je 8,7 dne.
Těleso je složeno z jedné poloviny z vodního ledu, zbytek tvoří křemičitany (přibližně 30%) a látky na bázi metanu (asi 20%). Nejvýraznějším útvarem na povrchu je velký kaňon, který několikanásobně převyšuje svojí velikostí Grand Canyon v USA. Povrch je poset impaktními krátery a prasklinami.

## Historie
Byl objeven Williamem Herschelem již 11. ledna 1787. Podrobnější průzkum a snímky měsíce pořídila sonda Voyager 2 v lednu 1986, kdy proletěla 369 000 km od měsíce.
Podobně jako ostatní Uranovy měsíce nese Titania své jméno podle jedné z postav díla Williama Shakespeara, konkrétně podle manželky krále elfů Oberona ze hry Sen noci svatojánské.